# HD 134064
HD 134064 (بالإنجليزية: HD 134064)‏ الذي يرمز له بالرمز HR 5633، هو نجم، في كوكبة العواء.

## الاكتشاف
اكتشف في 24 مايو 1791، بواسطة ويليام هيرشل.